# Lyopsetta exilis
Lyopsetta exilis is een  straalvinnige vissensoort uit de familie van schollen (Pleuronectidae). De wetenschappelijke naam van de soort is voor het eerst geldig gepubliceerd in 1880 door Jordan & Gilbert.

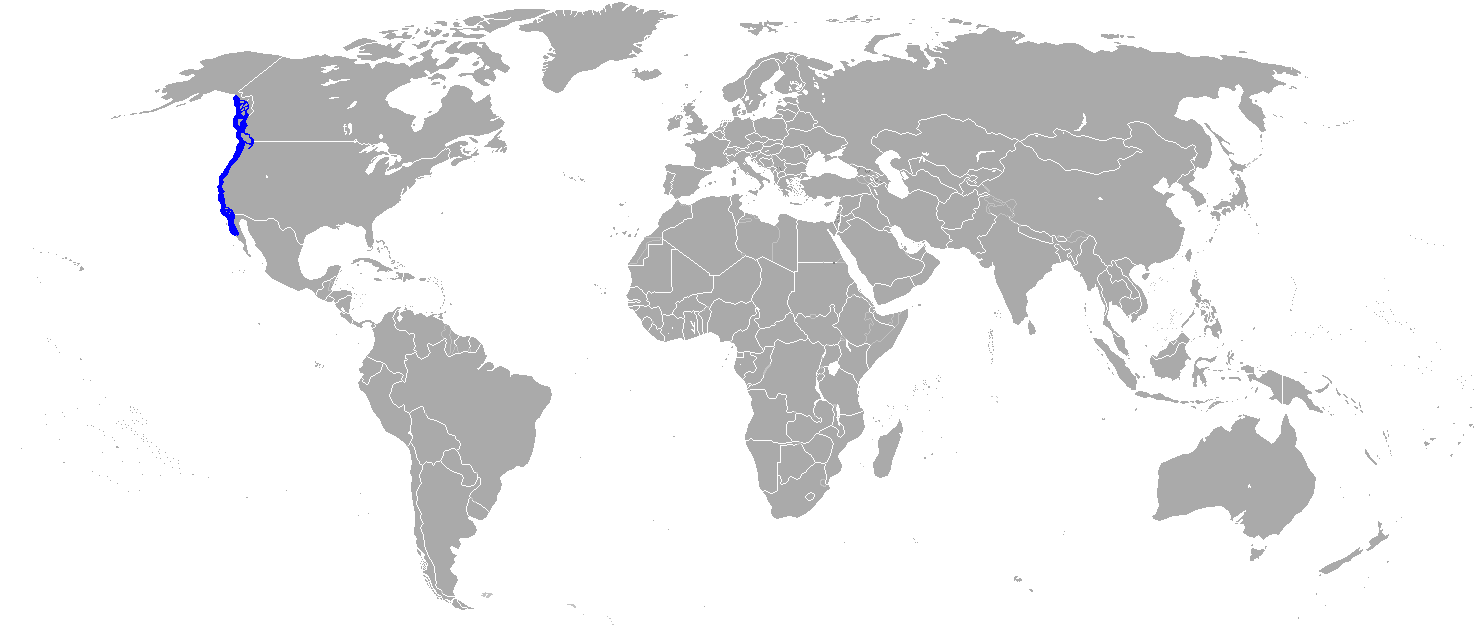
Verspreidingsgebied van Lyopsetta exilis

De soort staat op de Rode Lijst van de IUCN als niet bedreigd, beoordelingsjaar 2021. De omvang van de populatie is volgens de IUCN stabiel.